# イレギュラーズ・パラダイス
『イレギュラーズ・パラダイス』は、上田志岐による日本のライトノベル。イラストは榎宮祐が担当。富士見ミステリー文庫（富士見書房）より2003年12月から2005年5月まで刊行された。第6回龍皇杯優勝作品。ドラゴンマガジン誌上にて短編が連載されていたが、掲載分は単行本未収録。

## ストーリー
前館長の死去により、市からの一方的な通知から廃館の危機にさらされたケリポット図書館。廃館を回避するには人間の館長を擁し、1年で1000人の会員を集めなければならない。マガイモノのヒャッカは人間であるレクトを館長にして、図書館存続のために奮闘するのだが、当のレクトは真面目に仕事せずに遊んでばかりで、ヒャッカの気苦労は絶えない。そんなある日、シモンズの頼みからDDDという童話を預かることになり、レクトたちはこれを巡って騒動に巻き込まれていく。

## 登場人物

### ケリポット図書館
レクト・ルードワーズ
ケリポット図書館の二代目館長。たまたま図書館に立ち寄ったところに、ヒャッカから頼まれて館長職を受けることになった。怠惰的な性格で、仕事もせずに遊び回っているため、ヒャッカからはろくでなし扱いされて制裁を受けている。錬金術師だったが、過去に師匠と起こした事件で指名手配される身になっており、街中を出歩くときは仮装まがいの変装をしている。一度見たものを絶対に忘れることのない邪眼を持つ。
エイラク・ヒャッカ
神話辞典を媒体とした書禮のマガイモノの少女。ケリポット図書館館長の世話係。
リーフ・エスペランサ
ケリポット図書館の整理部門の主任で、世界地図を媒体とした書禮のマガイモノの少女。
コンラッド
ケリポット図書館のカウンター係で、ゴーレムのマガイモノ。
テレサ・ローザ
ケリポット図書館のカウンター係で、コンラッドの部下。ホムンクルスと犬の合成によって誕生した亜人の少女で、その存在が倫理に反するとして処分されかけたところを先代館長のポリグロットに救われた。その愛らしい雰囲気で、図書館の美人・美少女ランキングのアンケートでは1位を獲得している。
トリグラス
ケリポット図書館の整理部門の副主任で、雷の精霊の女性。冷静沈着で、職務に忠実。
ベラム
ケリポット図書館の財務部門。
ポリグロット・ルードワーズ
ケリポット図書館の初代館長。故人。
アーカイブ・スクリプト
『ドラゴンマガジン』掲載の短編に登場のキャラクター。失敗作として放棄されたホムンクルスの少女で、彷徨っていたところをレクトに拾われてケリポットにやって来た。

### グーデリア市民
シー・シモンズ
グーデリア市庁の第三監査室に勤務する新米の事務官の女性。気弱で、近眼のため眼鏡がないと何も見えなくなってしまう。
メアリー・ガードナー
シモンズが訪問ボランティアで知り合った老婦人。亡き夫がポリグロット・ルードワーズの友人で、遺品であるDDDを所持していたが入院することになったため、シモンズを介してケリポット図書館にDDDを預けることになった。
カルディナ

リッチ・ホーリー

ノーランド

マイム・ロックウェル

クレア・シモンズ
『ドラゴンマガジン』掲載の短編に登場のキャラクター。シー・シモンズの妹。
マーラ・アーレン
『ドラゴンマガジン』掲載の短編に登場のキャラクター。画家で、図書館に飾られた初代館長の肖像画を描いた人物。

### ベトノワール図書館及び敵対関係者
ベトノワール・アーノルド
ベトノワール図書館の館長で、若くして名手に上り詰めた実業家。傲慢で、ケリポット図書館を手に入れようと様々な手を画策する。
レーベン兄弟
ベトノワール図書館の職員の2人兄弟。本名は不明で、互いに「兄」と「弟」と呼び合っている。単細胞で体は頑丈。いつも何かしらの着ぐるみを着ている。しょっちゅうケリポット図書館の前に来ては妨害行為を繰り返し、ヒャッカに魔術で吹き飛ばされている。本業は館内の託児所の保育員。
アルカ・テレウス

クラックス・レティ

### ツトラウト王国関係者
パラミル・テファレント・ツトラウト

マルキム

ミリア
パラミルの教育係を務める初老の女性。

## 用語
マガイモノ
魔術によって人工的に作られた存在。人格を持ちながらも人権を与えられておらず、人間から偏見の目で見られている。書物を媒体とした書禮や精霊、ゴーレムや亜人などが該当する。
グーデリア市

DDD
ケリポット図書館で保管することになった、赤い装丁の童話。作者はサーペント・D・スペンサー。メルクルト語で書かれており、7つの民話、逸話などが収録されている。
パテラント教団

## 既刊一覧
- 上田志岐（著） / 榎宮祐（イラスト） 『イレギュラーズ・パラダイス』 富士見書房〈富士見ミステリー文庫〉、全4巻
  1. 「赤い童話のワールドエンド」2003年12月15日初版発行（12月10日発売[1]）、ISBN 4-8291-6232-5
  2. 「青い王女のエスケープホリデー」2004年5月15日初版発行（5月8日発売[2]）、ISBN 4-8291-6255-4
  3. 「黄色い仮面のリバースホーム」2004年12月15日初版発行（12月10日発売[3]）、ISBN 4-8291-6283-X
  4. 「白い楽園のムーンダンス」2005年5月15日初版発行（5月10日発売[4]）、ISBN 4-8291-6303-8